# Nikki Finke
Pour les articles homonymes, voir Finke.
Nikki Finke, née le 16 décembre 1953 à Manhattan et morte le 9 octobre 2022 à Boca Raton en Floride, est une blogueuse et une journaliste américaine. 
Elle est la fondatrice, la rédactrice en chef, et la présidente de Deadline.com, un site Web avec du contenu original comprenant des reportages et des commentaires à propos de l'industrie du divertissement. Le site Web était anciennement connu sous le nom de Deadline Hollywood Daily.

## Biographie
En décembre 2011, Nikki Finke devient conseillère éditoriale de la société mère Penske Media Corp. Elle est considérée comme la journaliste « la plus redoutée, la plus méprisée, et la plus inflexible à Hollywood ».
En novembre 2013, Deadline Hollywood annonce le départ de Nikki Finke.
Le 12 juin 2014, elle lance NikkiFinke.com.